# Campionato del mondo seniores di scacchi
Il campionato del mondo seniores di scacchi si è svolto, a partire dal 1991, per i giocatori che hanno compiuto i 60 anni d'età al 1º gennaio dell'anno in cui si svolge la competizione.
È organizzato dalla FIDE con cadenza annuale, con il sistema svizzero su 11 turni. Le federazioni nazionali possono inviare qualsiasi numero di giocatori.
Il campionato è diviso in due sezioni, maschile e femminile. Il vincitore del torneo maschile riceve automaticamente, se non ne è già in possesso, il titolo di Grande maestro, la vincitrice del torneo femminile il titolo di Grande Maestro Femminile (WGM). Il campionato maschile ha registrato diverse volte un numero molto elevato di partecipanti: 200 nel 1998, 272 nel 2003, 215 nel 2004, 233 nel 2007.
A partire dal 2014 il Campionato del mondo seniores viene suddiviso, in entrambe le categorie di genere (maschile e femminile), nelle sezioni di età over 50 e over 65.

## Albo d'oro del campionato maschile

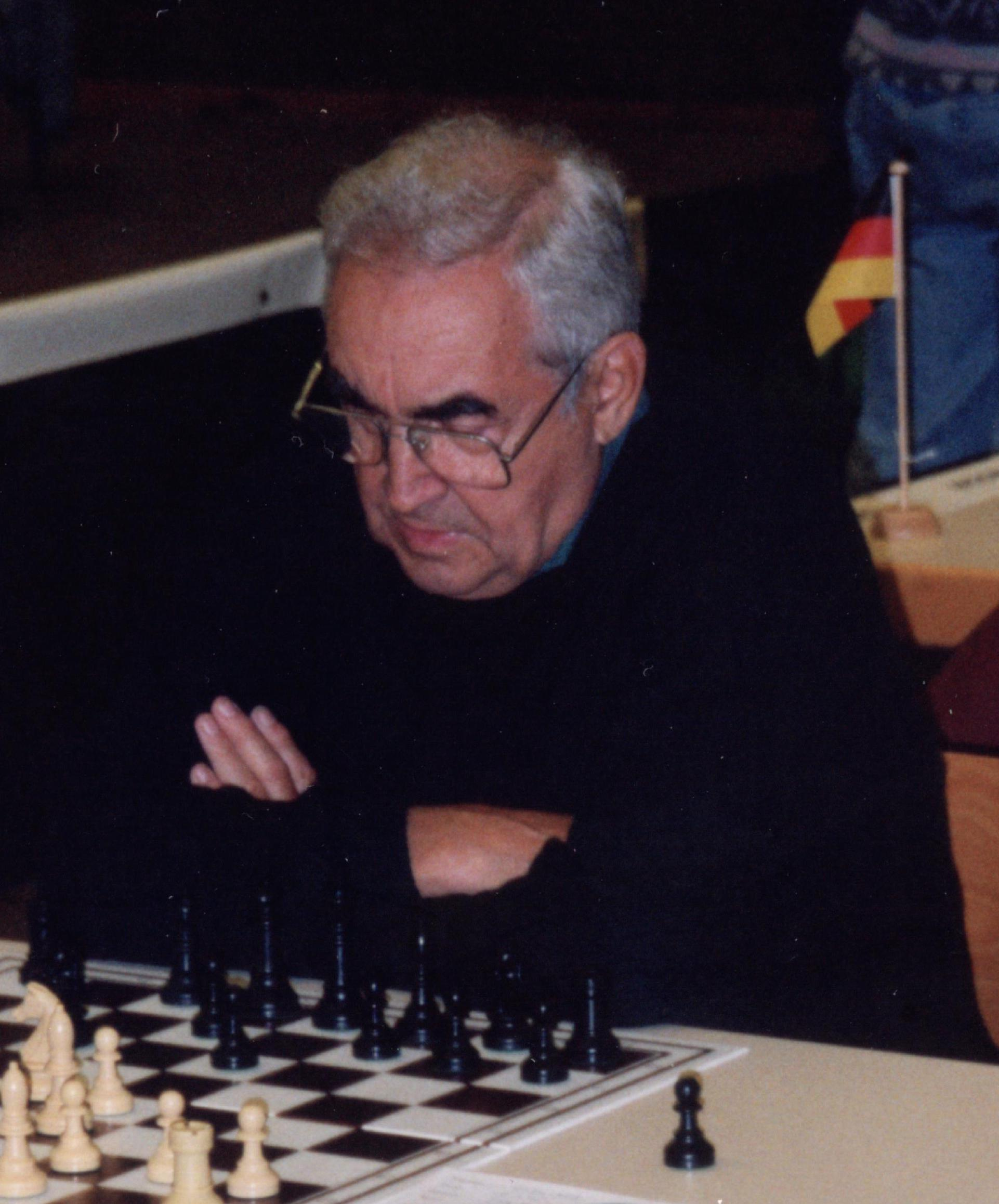
Mark Tajmanov

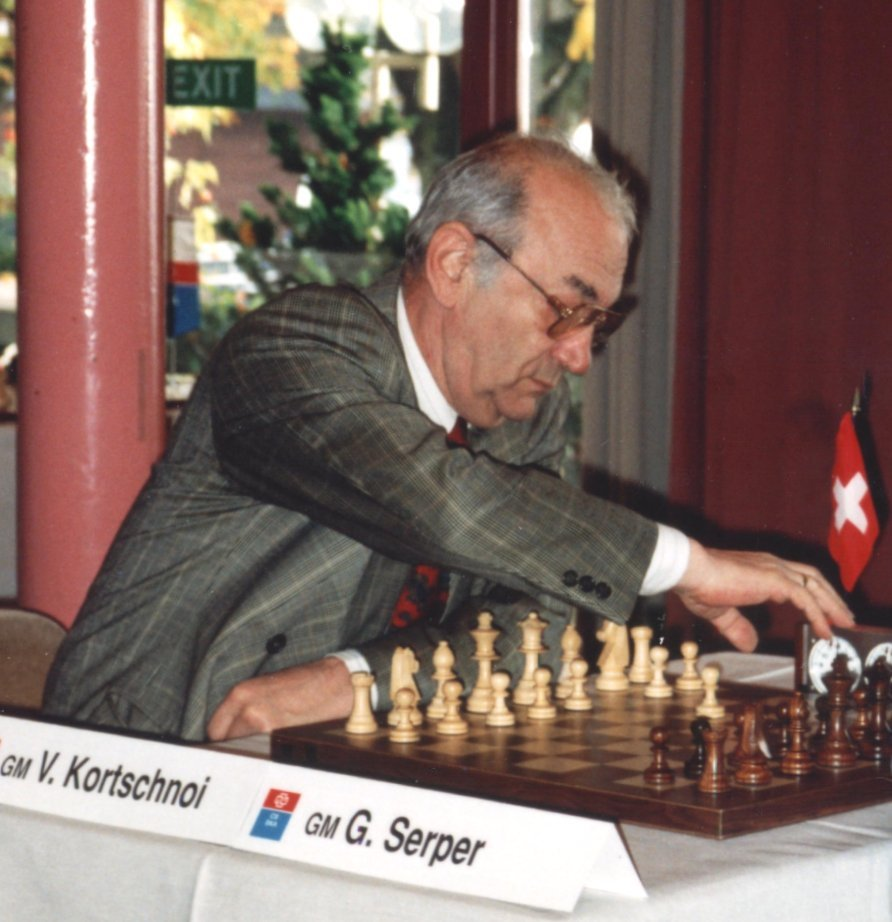
Viktor Korčnoj

|    | Anno | Città              | Vincitore                                         | Paese                        |
| -- | ---- | ------------------ | ------------------------------------------------- | ---------------------------- |
| 1  | 1991 | Bad Wörishofen     | Vasilij Smyslov                                   | Russia                       |
| 2  | 1992 | Bad Wörishofen     | Efim Geller                                       | Ucraina                      |
| 3  | 1993 | Bad Wildbad        | Mark Tajmanov                                     | Russia                       |
| 4  | 1994 | Biel               | Mark Tajmanov                                     | Russia                       |
| 5  | 1995 | Bad Liebenzell     | Evgenij Vasjukov                                  | Russia                       |
| 6  | 1996 | Bad Liebenzell     | Aleksej Suėtin                                    | Russia                       |
| 7  | 1997 | Bad Wildbad        | Jānis Klovāns                                     | Lettonia                     |
| 8  | 1998 | Grieskirchen       | Vladimir Bagirov                                  | Lettonia                     |
| 9  | 1999 | Gladenbach         | Jānis Klovāns                                     | Lettonia                     |
| 10 | 2000 | Rowy               | Oleg Černikov                                     | Russia                       |
| 11 | 2001 | Arco               | Jānis Klovāns                                     | Lettonia                     |
| 12 | 2002 | Naumburg           | Jusefs Petkēvičs                                  | Lettonia                     |
| 13 | 2003 | Bad Zwischenahn    | Jurij Šabanov                                     | Russia                       |
| 14 | 2004 | Halle              | Jurij Šabanov                                     | Russia                       |
| 15 | 2005 | Lignano Sabbiadoro | Ljuben Spasov                                     | Bulgaria                     |
| 16 | 2006 | Arvier             | Viktor Korčnoj                                    | Svizzera                     |
| 17 | 2007 | Gmunden            | Algimantas Butnorius                              | Lituania                     |
| 18 | 2008 | Bad Zwischenahn    | Larry Kaufman [1] Mihai Șubă                      | Stati Uniti Romania          |
| 19 | 2009 | Condino            | Mišo Cebalo                                       | Croazia                      |
| 20 | 2010 | Arco               | Anatoly Vaisser                                   | Francia                      |
| 21 | 2011 | Fiume              | Volodymyr Ochotnyk                                | Francia                      |
| 22 | 2012 | Kamena Vourla      | Jens Kristiansen                                  | Danimarca                    |
| 23 | 2013 | Abbazia            | Anatoly Vaisser                                   | Francia                      |
| 24 | 2014 | Katerini           | Surab Sturua (50+) Anatoly Vaisser (65+)          | Georgia Francia              |
| 25 | 2015 | Acqui Terme        | Predrag Nikolić (50+) Volodymyr Ochotnyk (65+)    | Bosnia ed Erzegovina Francia |
| 26 | 2016 | Mariánské Lázně    | Giorgi Bagaturov (50+) Anatoly Vaisser (65+)      | Georgia Francia              |
| 27 | 2017 | Acqui Terme        | Julio Granda Zúñiga (50+) Evgenij Svešnikov (65+) | Perù Lettonia                |
| 28 | 2018 | Bled               | Karen Movsziszian (50+) Vlastimil Jansa (65+)     | Armenia Rep. Ceca            |
| 29 | 2019 | Bucarest           | Vadim Shishkin (50+) Rafayel Vahanyan (65+)       | Ucraina Armenia              |
| 30 | 2022 | Assisi             | Zurab Sturua (50+) John Nunn (65+)                | Georgia Inghilterra          |
| 31 | 2023 | Terrasini          | Michael Adams (50+) John Nunn (65+)               | Inghilterra                  |

## Albo d'oro del campionato femminile

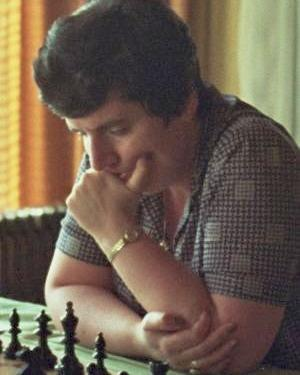
Nona Gaprindašvili nel torneo interzonale di Bad Kissingen del 1982.

| #  | Anno | Città              | Vincitrice                                          | Paese                        |
| -- | ---- | ------------------ | --------------------------------------------------- | ---------------------------- |
| 1  | 1991 | Bad Wörishofen     | Eve Ladanyike-Karakas                               | Ungheria                     |
| 2  | 1992 | Bad Wörishofen     | Eve Ladanyike-Karakas                               | Ungheria                     |
| 3  | 1993 | Bad Wildbad        | Tat'jana Zatulovskaja                               | Russia                       |
| 4  | 1994 | Biel               | Éva Karakas                                         | Ungheria                     |
| 5  | 1995 | Bad Liebenzell     | Nona Gaprindashvili                                 | Georgia                      |
| 6  | 1996 | Bad Liebenzell     | Valentina Kozlovskaja                               | Russia                       |
| 7  | 1997 | Bad Wildbad        | Tat'jana Zatulovskaja                               | Russia                       |
| 8  | 1998 | Grieskirchen       | Tamara Khmiadashvili                                | Georgia                      |
| 9  | 1999 | Gladenbach         | Tamara Khmiadashvili                                | Georgia                      |
| 10 | 2000 | Rowy               | Elena Fatalibekova                                  | Russia                       |
| 11 | 2001 | Arco               | Elena Fatalibekova                                  | Russia                       |
| 12 | 2002 | Naumburg (Saale)   | Marta Litinskaja                                    | Ucraina                      |
| 13 | 2003 | Bad Zwischenahn    | Tamara Khmiadashvili                                | Georgia                      |
| 14 | 2004 | Halle (Saale)      | Elena Fatalibekova                                  | Russia                       |
| 15 | 2005 | Lignano Sabbiadoro | Ludmila Saunina                                     | Russia                       |
| 16 | 2006 | Arvier             | Ludmila Saunina                                     | Russia                       |
| 17 | 2007 | Gmunden            | Hanna Ereńska-Barlo                                 | Polonia                      |
| 18 | 2008 | Bad Zwischenahn    | Tamāra Vilerte                                      | Lettonia                     |
| 19 | 2009 | Condino            | Nona Gaprindashvili                                 | Georgia                      |
| 20 | 2010 | Arco               | Tamara Khmiadashvili                                | Georgia                      |
| 21 | 2011 | Fiume              | Galina Strutinskaja                                 | Russia                       |
| 22 | 2012 | Kamena Vourla      | Galina Strutinskaja                                 | Russia                       |
| 23 | 2013 | Abbazia            | Yelena Ankudinova                                   | Kazakistan                   |
| 24 | 2014 | Katerini           | Svetlana Mednikova (50+) Nona Gaprindashvili (65+)  | Russia Georgia               |
| 25 | 2015 | Acqui Terme        | Galina Strutinskaja (50+) Nona Gaprindashvili (65+) | Bosnia ed Erzegovina Georgia |
| 26 | 2016 | Mariánské Lázně    | Tat'jana Bogumil (50+) Nona Gaprindashvili (65+)    | Russia Georgia               |
| 27 | 2017 | Acqui Terme        | Elvira Berend (50+) Tamara Khmiadashvili (65+)      | Lussemburgo Georgia          |
| 28 | 2018 | Bled               | Elvira Berend (50+) Nona Gaprindashvili (65+)       | Lussemburgo Georgia          |
| 29 | 2019 | Bucarest           | Elvira Berend (50+) Nona Gaprindashvili (65+)       | Lussemburgo Georgia          |
| 30 | 2022 | Assisi             | Elvira Berend (50+) Nona Gaprindashvili (65+)       | Lussemburgo Georgia          |
| 31 | 2023 | Terrasini          | Monica Calzetta (50+) Galina Strutinskaja (65+)     | Spagna FIDE                  |